# Dunnington
Dunnington is een civil parish in het bestuurlijke gebied City of York, in het Engelse graafschap North Yorkshire met 3230 inwoners.

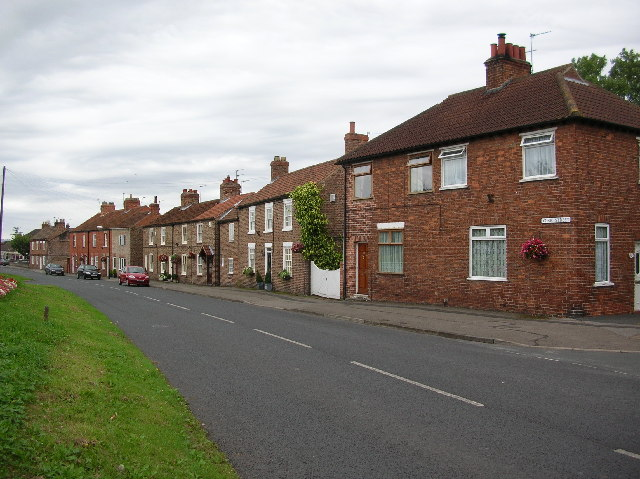
York Street